# شاين جونسون
شاين جونسون (بالإنجليزية: Shane Johnson)‏ (11 ديسمبر 1989 آشبورن الولايات المتحدة - ) هو لاعب كرة قدم أمريكي يلعب كمدافع.